# Зараза (фільм)
«Зараза» (англ. Contagion) — американський трилер режисера і оператора Стівена Содерберга, що вийшов 2011 року. У головних ролях Маріон Котіяр, Метт Деймон, Лоуренс Фішборн, Джуд Лоу.
Уперше фільм продемонстрували 3 вересня 2011 року в Італії на 68-му Венеційського кінофестивалі. В Україні у кінопрокаті показ фільму розпочався 6 жовтня 2011 року.

## Сюжет
Американська бізнесменка Елізабет Емгофф повертається з ділового відрядження, яке проходило у Гонконзі. Дорогою додому вона заїжджає у Чикаго до свого коханця. Після приїзду в Міннеаполіс стан Бет гіршає, її чоловік Мітч везе жінку до лікарні, проте згодом вона помирає. Повернувшись додому, Мітч з'ясовує, що Кларк, син Бет від першого шлюбу, теж помер від подібної інфекції.

## Творці фільму

### Знімальна група
Кінорежисер — Стівен Содерберг, сценаристом був Скотт З. Барнс, кінопродюсерами — Ґреґорі Джейкобс, Майкл Шамберґ і Стейсі Шер, виконавчими продюсерами — Джонатан Кінґ, Майкл Полар, Джефф Скол і Рікі Штраус. Композитор: Кліфф Мартінес, кінооператор — Стівен Содерберг, кіномонтаж: Стівен Мірріон. Підбір акторів — Кармен Куба, художник-постановник: Говард Каммінґс, артдиректор: Абдалла Баадил, Саймон Доббин і Девід Лазан, художник по костюмах — Луїза Фроґлі.

### У ролях
| Актор           | Роль                                                                          |
| --------------- | ----------------------------------------------------------------------------- |
| Маріон Котіяр   | Леонора Орантес, доктор-епідеміолог ВОЗ                                       |
| Метт Деймон     | Мітч Емгофф, чоловік Бет                                                      |
| Лоуренс Фішборн | Елліс Чівер, доктор ЦКЗ                                                       |
| Джуд Лоу        | Алан Крамвіде, конспіролог                                                    |
| Гвінет Пелтроу  | Елізабет "Бет" Емгофф, дружина Мітча                                          |
| Кейт Вінслет    | Ерін Мірс, доктор Служби епідеміологічної розвідки                            |
| Дженніфер Елі   | Еллі Гекстолл, доктор-епідеміолог ВОЗ                                         |
| Браян Кренстон  | Лайл Геґґерті, контр-адмірал Офіцерського корпусу служби охорони здоров'я США |
| Елліотт Ґулд    | Ян Суссман, вчений Каліфорнійського університету Сан-Франциско                |
| Чін Хан         | Сунь Фенг, державний чиновник                                                 |
| Джон Гокс       | Роджер, охоронець у ЦКЗ                                                       |
| Санаа Латан     | Обрі Чів, наречена доктора Чівера                                             |

## Сприйняття

### Оцінки
Фільм отримав позитивні відгуки: Rotten Tomatoes дав оцінку 84 % на основі 236 відгуків від критиків (середня оцінка 7/10) і 62 % від глядачів зі середньою оцінкою 3,4/5 (82 253 голоси). Загалом на сайті фільм має позитивний рейтинг, йому зарахований «стиглий помідор» від кінокритиків і «попкорн» від глядачів, Internet Movie Database — 6,7/10 (170 922 голоси), Metacritic — 70/100 (38 відгуків критиків) і 6,9/10 від глядачів (420 голосів). Загалом на цьому ресурсі від критиків і від глядачів фільм отримав позитивні відгуки.

### Касові збори
Під час показу у США, що розпочався 9 вересня 2011 року, протягом першого тижня фільм показали у 3 222 кінотеатрах і він зібрав 22 403 596 $, що на той час дозволило йому зайняти 1 місце серед усіх прем'єр. Показ фільму тривав 98 днів (14 тижнів) і завершився 15 грудня 2011 року, зібравши за цей час у прокаті у США 75 658 097 доларів США, а у решті світу 59 800 000 $ (за іншими даними 61 893 497 $), тобто загалом 135 458 097 доларів США (за іншими даними 137 551 594 $) при бюджеті 60 млн доларів США.

## Музика
Музику до фільму «Зараза» написав і виконав Кліфф Мартінес. Саундтрек вийшов 6 вересня 2011 року на лейблі «Watertower Music».
| Список треків | Список треків                     | Список треків  | Список треків |
| #             | Назва                             | Виконавець     | Тривалість    |
| ------------- | --------------------------------- | -------------- | ------------- |
| 1.            | «They're Calling My Flight»       | Кліфф Мартінес | 3:02          |
| 2.            | «Chrysanthemum Complex»           | Кліфф Мартінес | 2:36          |
| 3.            | «Placebo»                         | Кліфф Мартінес | 0:25          |
| 4.            | «Move Away From The Table»        | Кліфф Мартінес | 1:49          |
| 5.            | «The Birds Are Doing That»        | Кліфф Мартінес | 1:35          |
| 6.            | «Get Off The Bus»                 | Кліфф Мартінес | 2:03          |
| 7.            | «100 Doses»                       | Кліфф Мартінес | 1:46          |
| 8.            | «Affected Cities»                 | Кліфф Мартінес | 2:48          |
| 9.            | «Bad Day To Be A Rhesus Monkey»   | Кліфф Мартінес | 2:25          |
| 10.           | «I'm Sick»                        | Кліфф Мартінес | 1:29          |
| 11.           | «Get Us To The Front Of The Line» | Кліфф Мартінес | 2:00          |
| 12.           | «Don't Tell Anyone»               | Кліфф Мартінес | 2:13          |
| 13.           | «Forsythia»                       | Кліфф Мартінес | 2:48          |
| 14.           | «It's Mutated»                    | Кліфф Мартінес | 2:22          |
| 15.           | «Merry Christmas»                 | Кліфф Мартінес | 1:39          |
| 16.           | «They Didn't Touch Me»            | Кліфф Мартінес | 2:02          |
| 17.           | «There's Nothing In There»        | Кліфф Мартінес | 1:52          |
| 18.           | «Handshake»                       | Кліфф Мартінес | 4:16          |
| 19.           | «Bat & Pig»                       | Кліфф Мартінес | 2:39          |
| 20.           | «Contagion»                       | Кліфф Мартінес | 3:37          |
| 45:26         |                                   |                |               |

### Виноски
1. 1 2 3  Зараза. Kino-teatr.ua. Архів оригіналу за 5 березня 2016. Процитовано 2 жовтня 2015.
2. 1 2  Contagion: Release Info (англійською) . Internet Movie Database. Архів оригіналу за 26 березня 2016. Процитовано 2 жовтня 2015.
3. 1 2 3 4 5 6  Contagion (англійською) . Box Office Mojo. Архів оригіналу за 6 травня 2012. Процитовано 2 жовтня 2015.
4. 1 2 3 4 5 6  Contagion (2011) (англійською) . The Numbers. Архів оригіналу за 10 вересня 2015. Процитовано 2 жовтня 2015.
5. 1 2  Contagion (англійською) . Internet Movie Database. Архів оригіналу за 4 вересня 2011. Процитовано 2 жовтня 2015.
6. ↑  Contagion (англійською) . AllMovie. Архів оригіналу за 16 березня 2016. Процитовано 2 жовтня 2015.
7. ↑  Contagion: Full Cast & Crew (англійською) . Internet Movie Database. Архів оригіналу за 27 березня 2016. Процитовано 2 жовтня 2015.
8. ↑  Contagion (англійською) . Rotten Tomatoes. Архів оригіналу за 2 квітня 2020. Процитовано 2 жовтня 2015.
9. ↑  Contagion (англійською) . Metacritic. Архів оригіналу за 19 березня 2020. Процитовано 2 жовтня 2015.
10. ↑  filmmusicreporter (2 вересня 2011). ‘Contagion’ Soundtrack Details (англійською) . Film Music Reporter. Архів оригіналу за 2 квітня 2015. Процитовано 25 жовтня 2015.
11. ↑  Cliff Martinez ‎– Contagion (Original Motion Picture Soundtrack) (англійською) . Discogs. Архів оригіналу за 1 серпня 2013. Процитовано 25 жовтня 2015.
12. ↑  Contagion: Original Motion Picture Soundtrack (англійською) . Amazon.com, Inc. Процитовано 25 жовтня 2015.